# Adolf Mkenda
Adolf Faustine Mkenda (* 1963) ist ein tansanischer Politiker. Er ist Mitglied der Partei Chama Cha Mapinduzi (CCM), Parlamentsmitglied und Minister für Bildung, Wissenschaft und Technologie.

## Leben
Er studierte Wirtschaft an der University of Dar es Salaam, wo er nach den Titeln Bachelor und Master im Jahr 2001 den Doktortitel erwarb. Im Jahr 1991 wurde er Assistent an der University of Dar es Salaam und 2001 Dozent.
Seit 2020 ist er Parlamentsmitglied für den Wahlkreis Rombo. Im Jahr 2022 ernannte ihn Samia Suluhu Hassan zum Minister für Bildung, Wissenschaft und Technologie.